# لوکارنو

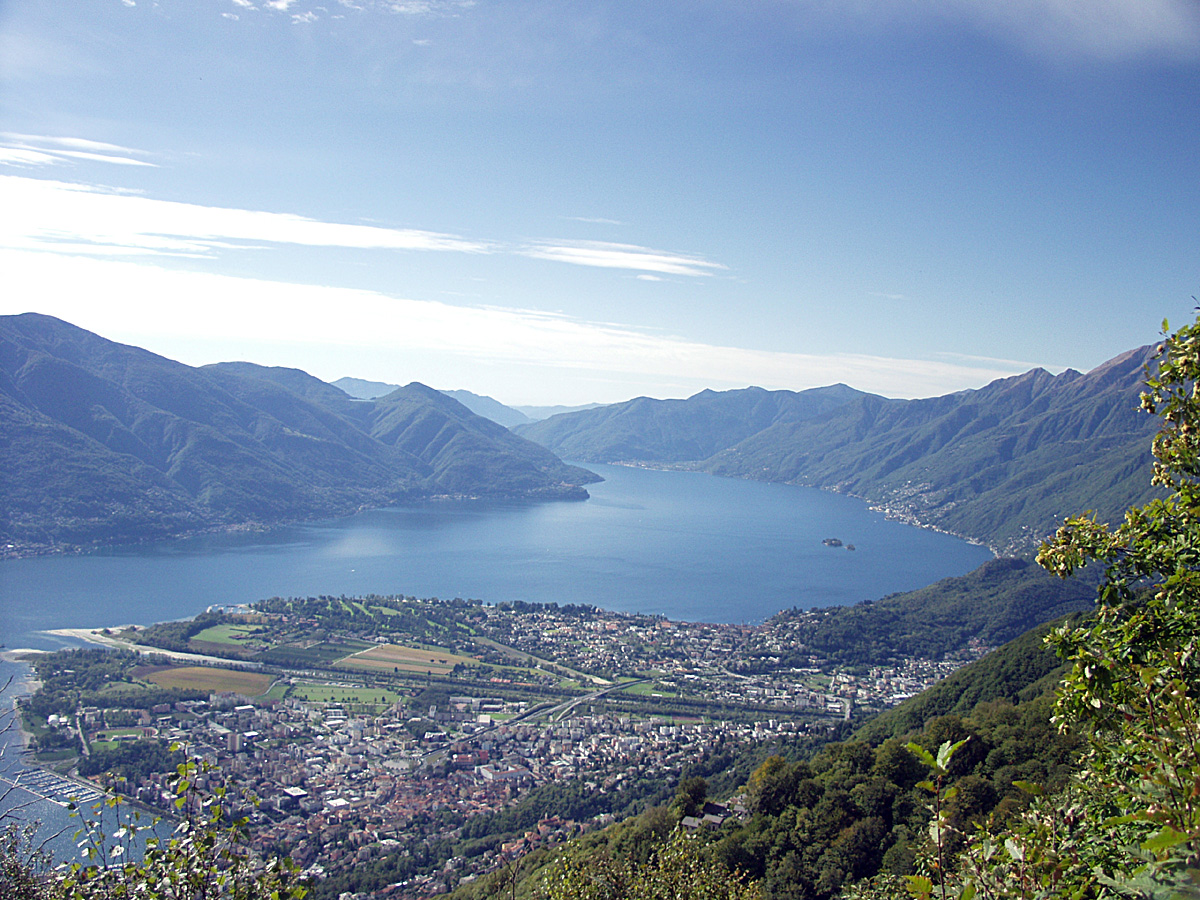
چشم‌انداز لوکارنو

لوکارنو (به ایتالیایی: Locarno) یکی از شهرهای سوئیس و مرکز بخش لوکارنو است. این شهر در قسمت شمالی دریاچه ماجیوره در رأس شمال شرقی کانتون تیچینو (به آلمانی تِسین) و در دامنه‌های رشته‌کوه‌های آلپ جای دارد.
جمعیت لوکارنو بر پایه آمار ۲۰۰۲ برابر با ۱۴٬۳۲۰ نفر بوده‌است. مساحت این شهر ۱۹٫۴ کیلومتر مربع است. جشنواره فیلم لوکارنو هرساله در پیاتزا گراندهی (به ایتالیایی: میدان بزرگ) این شهر برگزار می‌شود.

## نگارخانه

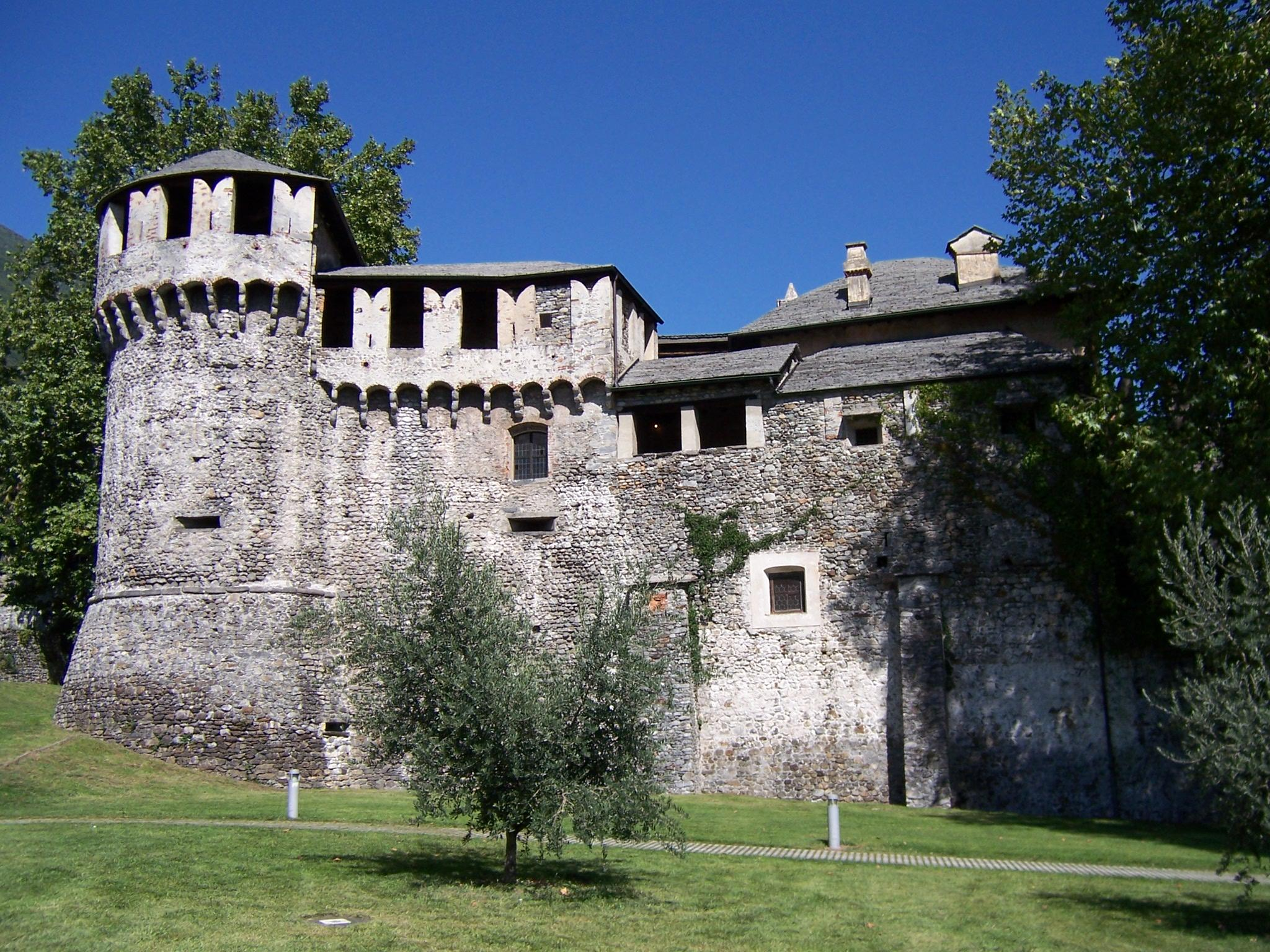
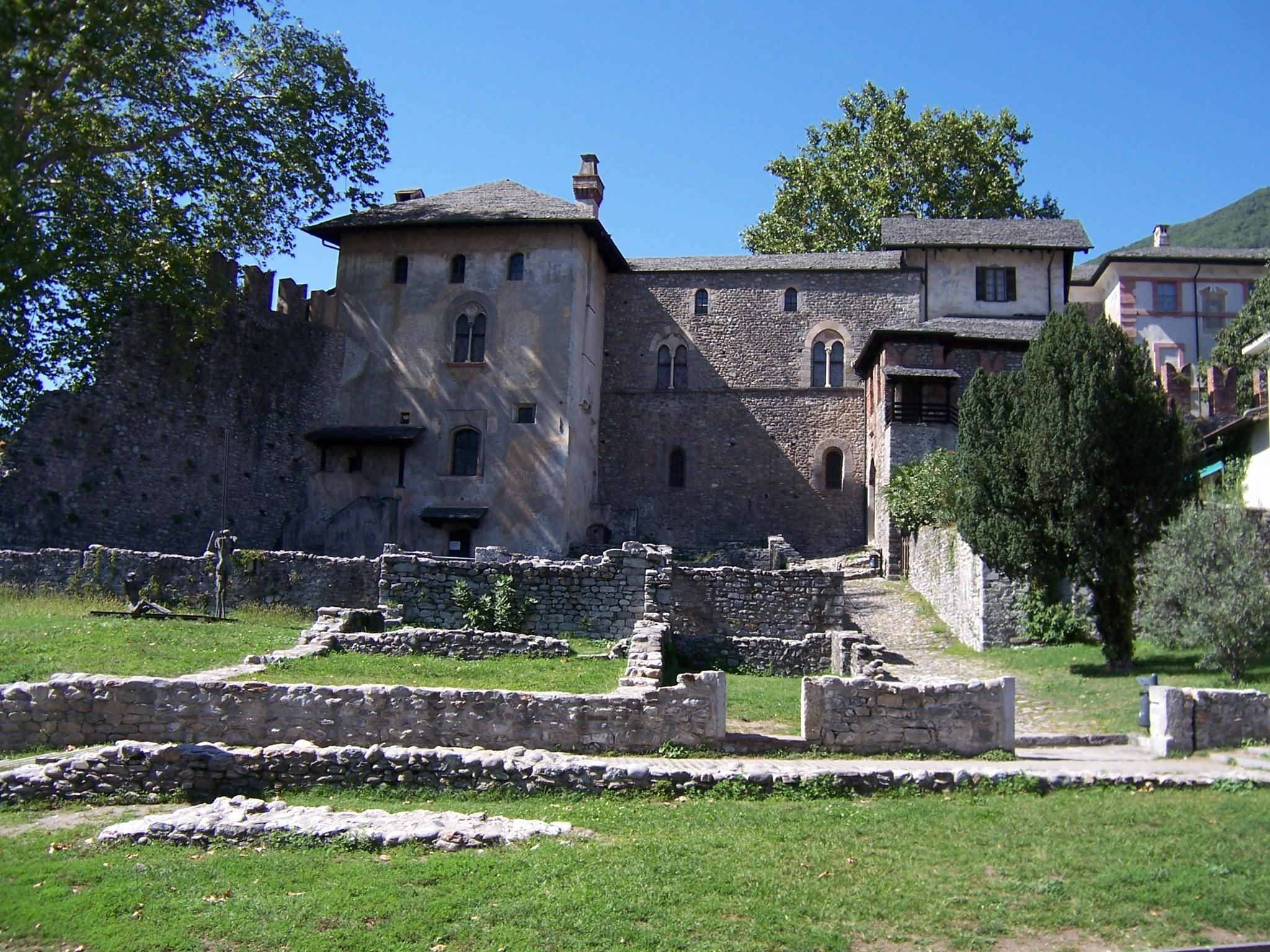
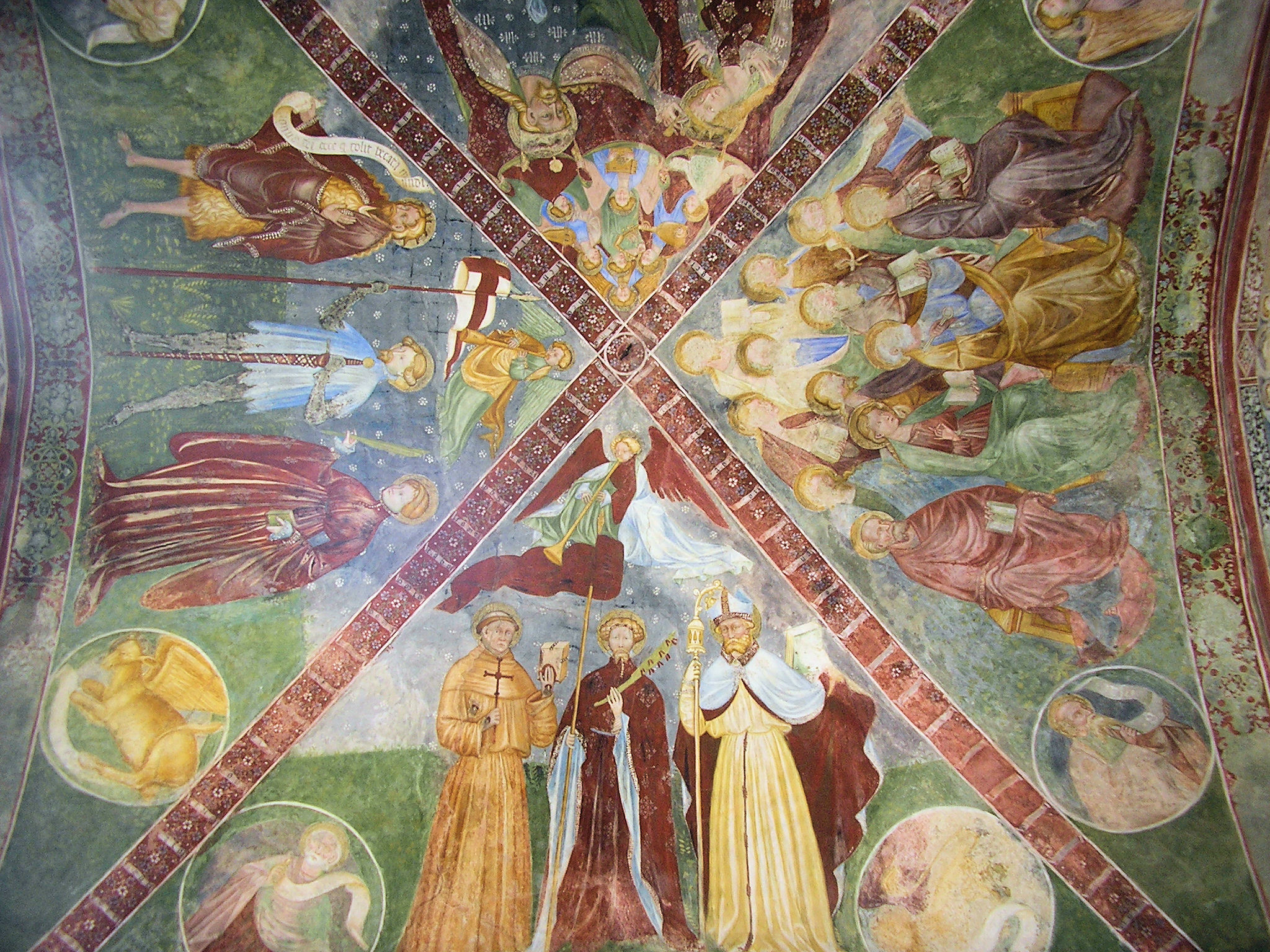
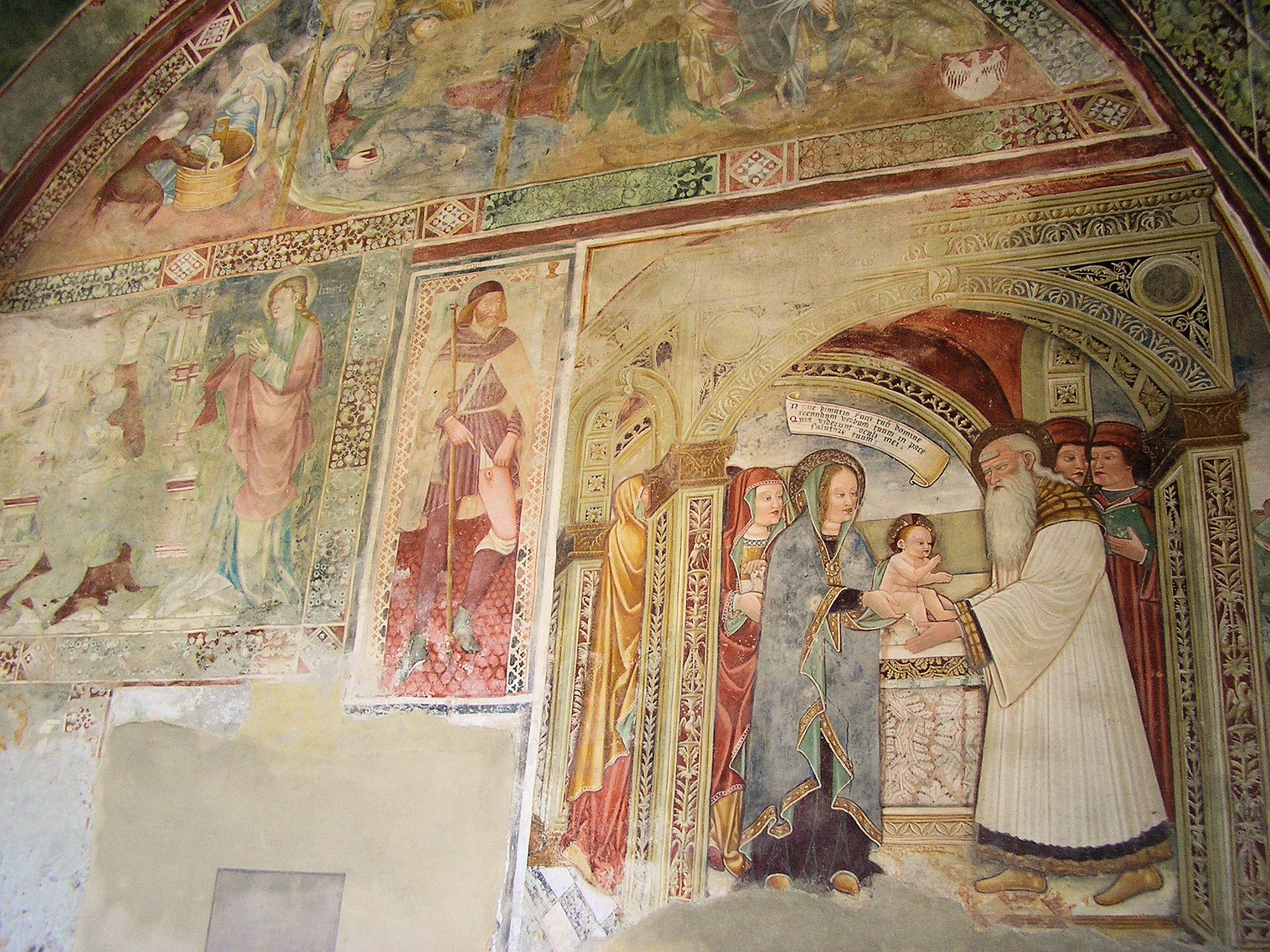